# The No Smoking Orchestra
The No Smoking Orchestra (Zabranjeno Pušenje), är en musikgrupp som bildades i Sarajevo 1980 och spelade in sitt första album "Das ist Walter" 1984.
Med albumet kom en enorm popularitet i Jugoslavien, som dock fick sig en törn efter att frontfiguren och sångaren Nele Karajilic anklagades för att ha uttryckt sig kritiskt mot dåvarande presidenten Tito. År 1986 blev Emir Kusturica (redan då en hyllad filmskapare) medlem i bandet, och har fortsatt vara det från och till, först som basist senare gitarrist.
Under 1990-talet delades gruppen (liksom hemlandet Jugoslavien), en halva stannade kvar i Sarajevo medan den andra halvan flyttade till Belgrad. I Belgrad fanns frontfiguren Dr Nele Karajilic, och så småningom fortsatte The No Smoking Orchestra sin musikaliska karriär där. År 1998 kom Kusturicas film Svart katt, vit katt, med musik av och med The No Smoking Orchestra, vilket ledde till turnéer, albumet Unza Unza Time samt dokumentären Super 8 Stories (även den av Kusturica). Också i Kusturicas film Livet är ett mirakel från 2004 är filmmusiken komponerad och framförd av The No Smoking Orchestra.